# Astragalus callistachys
Astragalus callistachys là một loài thực vật có hoa trong họ Đậu. Loài này được Buhse miêu tả khoa học đầu tiên.